# The Adventures of Huckleberry Finn (filme de 1939)
The Adventures of Huckleberry Finn (Brasil: As Aventuras de Huck / Portugal: Aventuras de Huck Finn) é uma adaptação cinematográfica estadunidense do romance homônimo de Mark Twain de 1939. O filme é estrelado por Mickey Rooney no papel-título e conta com Walter Connolly, William Frawley e Rex Ingram no elenco. Em 1974, foi refeito como um musical

## Elenco
- Mickey Rooney como Huckleberry Finn
- Walter Connolly como the 'King'
- William Frawley como the 'Duke'
- Rex Ingram como Jim
- Lynne Carver como Mary Jane
- Jo Ann Sayers como Susan
- Minor Watson como Captain Brandy
- Elisabeth Risdon como the widow Douglas
- Victor Kilian como 'Pap' Finn
- Clara Blandick como senhora Watson

## Recepção
O filme recebeu muitas críticas negativas por parte da crítica especializada. B. R. Crisler do The New York Times sentiu que o filme era "mais Micky do que Huckleberry" e o chamou de "médio, um pedaço vulgar e mal acabado de filme" e que "oferece pouca, ou nenhuma, visão do mundo de infância realista que Mark Twain escreveu com humor imperecível."